# 代尔布吕克
代尔布吕克（德語：Delbrück，發音：[ˈdɛlˌbʁʏk] ⓘ）是德国北莱茵-威斯特法伦州代特莫尔德行政区帕德博恩县的城市，面积157.28平方千米，2023年12月31日人口为32,874人。